# Vincent J. McMahon

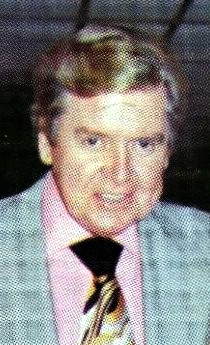
Vincent J. McMahon (1975)

Vincent James McMahon (* 6. Juli 1914 in Harlem, New York; † 24. Mai 1984 in North Miami, Florida), auch Vince McMahon Sr., war ein US-amerikanischer Wrestling-Promoter, der als Gründer von Capitol Wrestling den Grundstein des heutigen Marktführers WWE legte. McMahon selbst war der Sohn von Roderick James „Jess“ McMahon, einem erfolgreichen Box- und Konzertpromoter. 

## Karriere
In den 1950er- und 1960er-Jahren begann McMahons Capitol Wrestling Corporation bzw. World Wide Wrestling Federation die Wrestlingszene im Nordosten der USA zu dominieren. In der Zeit zwischen Januar 1953 und April 1963 war er ein Mitglied des Vorstandes der National Wrestling Alliance.
Vom Anfang bis Ende der 1970er Jahre war er erneut der NWA beigetreten und er übertrug sein Unternehmen später an seinen Sohn, Vincent Kennedy McMahon. Dieser änderte den Namen in „World Wrestling Federation“, später in „World Wrestling Entertainment“ und machte die Liga national und international erfolgreich.

## Erfolge

### Auszeichnungen
- Madison Square Garden

- Madison Square Garden Hall of Fame (1984)

- World Wrestling Federation

- WWE Hall of Fame (1996)

## Filmauftritt
McMahon spielte sich selbst im Film The Wrestler von 1974.